# Fernando Bermúdez
Fernando Bermúdez (m. 978), magnate leonés, segundo conde de Cea, fue hijo del conde Bermudo Núñez y de la condesa Argilo. Padre de una reina de Pamplona, Jimena Fernández, estuvo emparentado con la más alta nobleza. Tuvo varios hermanos, entre ellos, la condesa Froiloba Bermúdez, esposa del conde Muño Flaínez, ambos bisabuelos del Cid y tatarabuelos de Jimena Díaz.

## Vida
Como hijo primogénito, heredó cuantiosos bienes de su padre y de su tío Oveco Núñez, obispo de León y confirmó como Fredenando Vermudiz una donación de este último al Monasterio de Sahagún el 28 de agosto de 945. En un documento del mismo monasterio datado en 984, se menciona que una sus propiedades había sido adquirida del conde Fernando Bermúdez que la había heredado del obispo.
Sus primeros años de vida pública transcurrieron en Asturias donde poseía varias propiedades, algunas donadas por la reina Urraca, viuda del rey Fruela II de León, y sus hijos Ramiro y Ordoño Froilaz, según consta en un inventario fechado en 976 de varias propiedades en la villa asturiana de Naptavlio, probablemente donadas por haber apoyado a los hijos del rey Fruela y haber sido cómplice en la rebelión del año 932 contra el rey Ramiro II de León quien obligó a Fernando a devolver las iglesias de San Vicente y Santa Eulalia de Triongo a la sede ovetense. Sin embargo, sus relaciones con la casa real asturleonesa mejoraron con el rey Ordoño III, el sucesor de Ramiro II y ya en el año 960 figura por primera vez ostentando la dignidad condal. Fue mayordomo mayor del rey Ramiro III de León y como ricohombre figura frecuentemente en la corte roborando diplomas reales.
Su última aparición en la documentación medieval fue en 978 y se supone que habrá fallecido poco después.

## Matrimonio y descendencia
Contrajo matrimonio con Elvira Díaz, hija del conde Diego Muñoz de Saldaña y la condesa Tregidia y hermana del conde Gómez Díaz.
De este matrimonio nacieron seis hijos:
- Pedro Fernández[1] (muerto c. 1028), tercer conde de Cea, casado con Sancha Muñoz. Tuvo solamente una hija, Elvira Pérez, y con él se extingue la línea recta de varón de la casa condal de Cea.[9]
- Gómez Fernández[1](fallecido antes de 978)[9] esposo de Oneca, y padre de la condesa Oneca Gómez, esposa del conde Fortún, probablemente de la casa real de Pamplona.[c] También pudo ser el padre de Fernando y de Rodrigo Gómez.[9]
- Gotina Fernández, esposa del conde Pelayo Rodríguez.[11]
- Jimena Fernández, reina de Pamplona por su matrimonio con el rey García Sánchez II y madre del rey Sancho el Mayor[11]
- Justa Fernández, la primera esposa del conde Flaín Muñoz.[11]
- Elvira Fernández[11]